# Nhiệt độ và áp suất tiêu chuẩn
Nhiệt độ và áp suất chuẩn hay SATP (viết tắt của Standard ambient temperature and pressure trong tiếng Anh) hoặc STP là các điều kiện vật lý tiêu chuẩn để thực hiện các đo lường trong thí nghiệm, cho phép so sánh giữa các bộ kết quả thí nghiệm. Trên thế giới, STP hiện do IUPAC (Liên minh quốc tế về hóa học thuần túy và ứng dụng) định nghĩa là giá trị quy ước có trị số nhiệt độ 298K (25 độ C) và áp suất là 100 kPa (1 bar).
Nhiệt độ và áp suất chuẩn cũng thường được gọi là điều kiện chuẩn (đkc). Điều kiện chuẩn còn có thể bao hàm cả độ ẩm tương đối tiêu chuẩn.
Có nhiều định nghĩa cũng đang được dùng bởi các tổ chức khác về điều kiện tiêu chuẩn (xem bảng bên dưới); trong đó đôi khi khái niệm nhiệt độ phòng (khoảng 25 độ C) được sử dụng thay cho 0 độ C.
| Nhiệt độ | Áp suất | Độ ẩm tương đối | Cơ quan công bố                       |
| °C       | kPa     | %               | Cơ quan công bố                       |
| -------- | ------- | --------------- | ------------------------------------- |
| 0        | 100     |                 | IUPAC (sau-1997)                      |
| 0        | 101,325 |                 | IUPAC (trước-1997) , NIST , ISO 10780 |
| 15       | 101,325 | 0 [4], [5]      | ISA , ISO 13443, EEA , EGIA           |
| 20       | 101,325 |                 | EPA , NIST                            |
| 25       | 101,325 |                 | EPA                                   |
| 25       | 100     |                 | SATP                                  |
| 20       | 100     | 0               | CAGI                                  |
| 15       | 100     |                 | SPE                                   |
| °F       | psi     | %               |                                       |
| 60       | 14,696  |                 | SPE , OSHA , SCAQMD                   |
| 60       | 14,73   |                 | EGIA , OPEC , EIA                     |
| 59       | 14,696  | 60              | ISO 2314, ISO 3977-2                  |

Chú thích:
- 101,325 kPa = 1 atmosphere (atm) = 1,01325 bar ≈ 14,696 psi
- 100 kPa = 1 bar ≈ 14,504 psi = 14,504 lbf/in2
- 14,504 psi ≈ 750 mmHg ≈ 100 kPa = 1 bar
- 14,696 psi ≈ 1 atm = 101,325 kPa
- 14,73 psi ≈ 30 inHg ≈ 1,0156 bar ≈ 101,560 kPa
- 59 °F = 15 °C
- 60 °F ≈ 15,6 °C
- khô = 0% độ ẩm tương đối